# Hosty
Pour les articles homonymes, voir Hosty (homonymie).
Hosty (en allemand : Hosty) est une commune du district de České Budějovice, dans la région de Bohême-du-Sud, en République tchèque. Sa population s'élevait à 168 habitants en 2023.

## Géographie
Hosty se trouve à 5 km au nord-nord-ouest de Týn nad Vltavou, à 33 km au nord-nord-ouest de České Budějovice et à 91 km au sud de Prague.
La commune est limitée par Chrášťany au nord, par Týn nad Vltavou à l'est, par Všemyslice et Chrášťany au sud, et par Albrechtice nad Vltavou à l'ouest.

## Histoire
La première mention écrite du village date de 1268.

## Transports
Par la route, Hosty  se trouve à 38 km de Písek, à 38 km de Tábor, à 39 km de České Budějovice et à 120 km de Prague.